# 太阳坪站
太阳坪站是位于湖南靖州苗族侗族自治县太阳坪乡的一个铁路车站，邮政编码418403。车站建于1978年，有焦柳铁路经过该站，现仅办理货运业务，不办理客运业务。车站距离月山站1310公里，隶属广铁集团，是四等站。